# Cardigos
Cardigos ist eine Gemeinde (Freguesia) im portugiesischen Kreis Mação. In ihr leben 965 Einwohner (Stand 19. April 2021).